# Resolutie 2012 Veiligheidsraad Verenigde Naties
Resolutie 2012 van de Veiligheidsraad van de Verenigde Naties werd op 14 oktober 2012 met unanimiteit van stemmen aangenomen door de VN-Veiligheidsraad. De resolutie verlengde de vredesmacht in Haïti met een jaar.

## Achtergrond
Haïti wordt al sedert de jaren 1990 geplaagd door politieke chaos, corruptie en rebellen. In 2004 stuurde de VN de MINUSTAH-vredesmacht naar het land om de orde te handhaven.
In de jaren 2000 werd het land ook al veelvuldig getroffen door natuurrampen. Zo bracht een zware aardbeving het land, alsook de aanwezige VN-troepen, op 12 januari 2010 grote schade toe.

## Inhoud

### Waarnemingen
Haïti had grote vooruitgang geboekt sedert de aardbeving 22 maanden eerder. Voor het eerst kende het land ook een vreedzame overgang van een democratisch verkozen president naar een andere uit de oppositie. Ook de veiligheidssituatie was eerder al verbetert, waardoor al een deel van de MINUSTAH-missie kon worden teruggetrokken.
Er waren een eerste minister en een voorzitter van het hooggerechtshof aangesteld. Alle politieke actoren werden nu opgeroepen in dialoog te treden inzake onder meer veiligheid, budget, herstel, ontwikkeling, verkiezingen en hervormingen van het kiessysteem. Voorts kampte men nog steeds met 600.000 ontheemden die afhankelijk waren van hulpverlening en blootstonden aan ziekten en natuurrampen. Ook misdaadbendes bleven Haïti's stabiliteit bedreigen; sinds de aardbeving werd elke vorm van misdaad meer gepleegd.

### Handelingen
Het mandaat van MINUSTAH werd verlengd tot 15 oktober 2012 met de intentie tot verdere verlenging. De missie mocht uit maximaal 7340 troepen en 3241 agenten bestaan. Haïti bleef wel zelf verantwoordelijk voor de stabilisatie van het land, met hulp van MINUSTAH.
Belangrijk waren nu een stabiele politieke omgeving en een vijfjarenplan voor de Haïtiaanse politie. MINUSTAH moest ook proberen meer vertrouwen onder de bevolking te krijgen. De Veiligheidsraad veroordeelde nog de ernstige misdaden die middels gewapend geweld werden gepleegd jegens kinderen, alsook de vele verkrachtingen en misbruiken van vrouwen en meisjes.

## Verwante resoluties
- Resolutie 1927 Veiligheidsraad Verenigde Naties (2010)
- Resolutie 1944 Veiligheidsraad Verenigde Naties (2010)
- Resolutie 2070 Veiligheidsraad Verenigde Naties (2012)
- Resolutie 2119 Veiligheidsraad Verenigde Naties (2013)

Lijst ·  1967 ·  1968 ·  1969 ·  1970 ·  1971 ·  1972 ·  1973 ·  1974 ·  1975 ·  1976 ·  1977 ·  1978 ·  1979 ·  1980 ·  1981 ·  1982 ·  1983 ·  1984 ·  1985 ·  1986 ·  1987 ·  1988 ·  1989 ·  1990 ·  1991 ·  1992 ·  1993 ·  1994 ·  1995 ·  1996 ·  1997 ·  1998 ·  1999 ·  2000 ·  2001 ·  2002 ·  2003 ·  2004 ·  2005 ·  2006 ·  2007 ·  2008 ·  2009 ·  2010 ·  2011 ·  2012 ·  2013 ·  2014 ·  2015 ·  2016 ·  2017 ·  2018 ·  2019 ·  2020 ·  2021 ·  2022 ·  2023 ·  2024 ·  2025 ·  2026 ·  2027 ·  2028 ·  2029 ·  2030 ·  2031 ·  2032